# 斑鰭白姑魚
斑鰭彭納石首魚（学名：Pennahia pawak），又稱斑鰭白姑魚俗名春子、帕頭，為輻鰭魚綱鱸形目石首魚科的其中一個種。

## 分布
本魚分布在西太平洋區，包括泰國、台灣、中國東海、南海、香港、越南、印尼等海域。

## 深度
水深3至50公尺。

## 特徵
本魚頭呈鈍尖形，口裂大，端位，傾斜，上頜稍長於下頜，口閉時，上頜外列齒外露。上頜外列齒擴大為犬齒，內列細小絨毛狀齒。體側白胸鰭基以上為褐紫色，會有紫色光澤反射，胸鰭基以下為銀白色，自第七到第十根硬棘部份具有一黑色班，軟條部中間1/3鰭高有一縱走白色帶，另外上下1/3為淺褐色。鰓腔黑色，口腔白色。背鰭硬棘11枚、背鰭软条25至28枚;臀鰭硬棘2枚、臀鳍软条7至8枚。體長可達22公分。

## 生態
本魚為近海中下層魚類，主要棲息在沙泥底質海域。肉食性，以甲殼類、小魚為食。

## 經濟利用
食用魚，肉質佳，適合油炸和清蒸食用。為台灣地區重要的底棲魚獲物。